# 요시오카촌 (사이타마현)
요시오카촌(吉岡村)은 사이타마현의 북부, 오사토군에 속했던 촌이다. 

## 역사
- 1889년 4월 1일 - 정촌제 시행에 수반해 오사토군 야기이촌이 성립하였다.
- 1910년 3월 9일 - 야기이촌의 조합 해산 및 합병으로 요시오카촌이 성립하였다.
- 1955년 1월 1일 - 구마가야시에 편입되었다.